# Гойя (премия)
«Гойя» (исп. Premios Anuales de la Academia «Goya») — национальная кинопремия Испании, вручаемая Испанской академией кинематографических искусств и наук. Названа в честь испанского художника Франсиско Гойи. Награда представляет собой бронзовый бюст Франсиско Гойи. Во время первой церемонии победителям вручался бюст, выполненный Мигелем Беррокалем. Начиная со второй церемонии бюст создавал скульптор Хосе Луис Фернандес.
Церемония вручения кинопремии проходит ежегодно в конце января — начале февраля и транслируется первым каналом испанского телевидения TVE.

## История премии «Гойя»
Испанская академия кинематографических искусств и наук учредила премию «Гойя» для признания лучших работ испанского кинематографа в различных категориях. Первая церемония прошла 16 марта 1987 года в мадридском Театре Лопе де Вега. Были вручены награды в 15 номинациях, сейчас номинаций 28.
В 2000 году церемония в первый раз проводилась не в столице Испании. В этом году вручение премии проходило в Барселоне.
В 2003 году многие деятели испанского кинематографа использовали церемонию вручения премии для того, чтобы высказать своё неприятие позиции испанского правительства, поддержавшего вторжение Соединённых Штатов Америки в Ирак.
В 2004 году испанская Ассоциация жертв терроризма организовала манифестацию у здания, где проводилась церемония награждения, поскольку среди номинантов был документальный фильм Хулио Медема «Баскская пелота: Кожа против камня». В этом фильме, по словам манифестантов, сравнивались жертвы и их убийцы.
В 2005 году на церемонии вручения премии «Гойя» впервые присутствовал председатель правительства страны Хосе Луис Родригес Сапатеро. После этой церемонии в адрес Испанской социалистической рабочей партии прозвучали обвинения в политизации кинопремии (фильм «Море внутри», снятый Алехандро Аменабаром, был номинирован на премию «Гойя» в 15 различных категориях и в конечном итоге получил 14 наград).

## Номинации премии «Гойя»
- Лучший фильм
- Лучший режиссёр
- Лучшая мужская роль
- Лучшая женская роль
- Лучший оригинальный сценарий
- Лучший адаптированный сценарий
- Лучший режиссёрский дебют
- Лучшая мужская роль второго плана
- Лучшая женская роль второго плана
- Лучший мужской актёрский дебют
- Лучший женский актёрский дебют
- Лучший продюсер
- Лучшая операторская работа
- Лучший монтаж
- Лучшая музыка
- Лучшая песня
- Лучшая работа художника
- Лучшие костюмы
- Лучший грим
- Лучший звук
- Лучшие спецэффекты
- Лучший мультипликационный фильм
- Лучший короткометражный мультипликационный фильм
- Лучший короткометражный фильм
- Лучший европейский фильм
- Лучший документальный фильм
- Лучший иностранный фильм на испанском языке
- Премия «Гойя» за заслуги
- Международная Премия «Гойя»[исп.]

## Церемонии вручения премии «Гойя»
В настоящее время премия вручается в 28 номинациях, не считая Премии «Гойя» за заслуги. С XIII церемонии установлено максимальное количество кандидатов на каждую награду в количестве четырёх (на второй и третьей церемониях максимальное количество составило 5, а на всех оставшихся — 3 номинанта).
| Церемония | Год  | Дата церемонии       | Фильм-победитель                                                                           | Количество наград |
| --------- | ---- | -------------------- | ------------------------------------------------------------------------------------------ | ----------------- |
| I         | 1986 | 17 марта 1987 года   | Путешествие в никуда / El viaje a ninguna parte                                            | 15                |
| II        | 1987 | 22 марта 1988 года   | Живой лес / El bosque animado                                                              | 16                |
| III       | 1988 | 22 марта 1989 года   | Женщины на грани нервного срыва / Mujeres al borde de un ataque de nervios                 | 17                |
| IV        | 1989 | 10 марта 1990 года   | Сон безумной обезьяны / El sueño del mono loco                                             | 21                |
| V         | 1990 | 16 февраля 1991 года | Ай, Кармела! / ¡Ay, Carmela!                                                               | 20                |
| VI        | 1991 | 7 марта 1992 года    | Любовники / Amantes                                                                        | 20                |
| VII       | 1992 | 14 марта 1993 года   | Изящная эпоха / Belle Époque                                                               | 22                |
| VIII      | 1993 | 21 января 1994 года  | Всех в тюрьму / Todos a la cárcel                                                          | 22                |
| IX        | 1994 | 20 января 1995 года  | Считанные дни / Días contados                                                              | 25                |
| X         | 1995 | 27 января 1996 года  | Никто не расскажет о нас, когда мы умрём / Nadie hablará de nosotras cuando hayamos muerto | 24                |
| XI        | 1996 | 25 января 1997 года  | Дипломная работа / Tesis                                                                   | 25                |
| XII       | 1997 | 31 января 1998 года  | Счастливая звезда / La buena estrella                                                      | 24                |
| XIII      | 1998 | 24 января 1999 года  | Девушка твоей мечты / La niña de tus ojos                                                  | 25                |
| XIV       | 1999 | 29 января 2000 года  | Всё о моей матери / Todo sobre mi madre                                                    | 26                |
| XV        | 2000 | 3 февраля 2001 года  | Шарик / El Bola                                                                            | 25                |
| XVI       | 2001 | 2 февраля 2002 года  | Другие / Los otros                                                                         | 27                |
| XVII      | 2002 | 1 февраля 2003 года  | Понедельники на солнце / Los lunes al sol                                                  | 28                |
| XVIII     | 2003 | 31 января 2004 года  | Возьми мои глаза / Te doy mis ojos                                                         | 28                |
| XIX       | 2004 | 30 января 2005 года  | Море внутри / Mar adentro                                                                  | 28                |
| XX        | 2005 | 29 января 2006 года  | Тайная жизнь слов / La vida secreta de las palabras                                        | 28                |
| XXI       | 2006 | 28 января 2007 года  | Возвращение / Volver                                                                       | 28                |
| XXII      | 2007 | 3 февраля 2008 года  | Одиночество / La soledad                                                                   | 27                |
| XXIII     | 2008 | 1 февраля 2009 года  | Дорога / Camino                                                                            | 28                |
| XXIV      | 2009 | 14 февраля 2010 года | Камера 211 / Celda 211                                                                     | 28                |
| XXV       | 2010 | 13 февраля 2011 года | Чёрный хлеб / Pa negre (Pan negro)                                                         | 28                |
| XXVI      | 2011 | 19 февраля 2012 года | Нет мира для нечестивых / No habrá paz para los malvados                                   | 28                |
| XXVII     | 2012 | 17 февраля 2013 года | Белоснежка / Blancanieves                                                                  | 28                |
| XXVIII    | 2013 | 9 февраля 2014 года  | Легко живётся с закрытыми глазами / Vivir es fácil con los ojos cerrados                   | 28                |
| XXIX      | 2014 | 7 февраля 2015 года  | Миниатюрный остров / La isla mínima                                                        | 28                |
| XXX       | 2015 | 6 февраля 2016 года  | Трумэн / Truman                                                                            | 28                |
| XXXI      | 2016 | 4 февраля 2017 года  | Терпеливый / Tarde para la ira                                                             | 28                |
| XXXII     | 2017 | 3 февраля 2018 года  | Букшоп / The Bookshop (La librería)                                                        | 28                |
| XXXIII    | 2018 | 2 февраля 2019 года  | Чемпионы / Campeones                                                                       | 28                |
| XXXIV     | 2019 | 25 января 2020 года  | Боль и слава / Dolor y gloria                                                              | 28                |
| XXXV      | 2020 | 6 марта 2021 года    | Девочки / Las niñas                                                                        | 28                |
| XXXVI     | 2021 | 12 февраля 2022 года | Самый лучший босс / El buen patrón                                                         | 28                |
| XXXVII    | 2022 | 11 февраля 2023 года | Хищники / As bestas                                                                        | 28                |
| XXXVIII   | 2023 | 10 февраля 2024 года | Общество снега / La sociedad de la nieve                                                   | 28                |
| XXXIX     | 2024 | 8 февраля 2025 года  | 47 / El 47 Агент под прикрытием / La infiltrada                                            | 28                |